# 프란츠 폰 에프 기사
프란츠 폰 에프 기사(Franz Ritter von Epp, 1868년 10월 16일, 뮌헨 ~ 1946년 12월 31일, 뮌헨)는 20세기 초반 독일 제국 육군 (Deutsches Heer)의 정규 장교로, 나치스 치하에서 바이에른 주의 제국지사 (Reichsstatthalter)를 맡아, 독재 권력을 행사하였다.

## 생애
프란츠 폰 에프는 1868년, 뮌헨에서 화가 루돌프 에프 (Rudolph Epp) 와 카타리나 슈트라이벨 (Katharina Streibel)의 아들로 태어났다. 학창 시절을 아우크스부르크에서 보낸 뒤, 뮌헨의 사관학교에 들어갔다. 그는 동아시아에서 의용병으로서 1900~01년 의화단 운동을 진압하였고, 독일의 식민지인 도이치쉬트베스타프리카 (Deutsch-Südwestafrika)에서 중대장이 되어, 그곳에서 헤레로인의 저항을 유혈 진압하는 데에도 가담하였다. 제1차 세계 대전 중에는 바이에른 보병 연대 (Infanterie-Leibregiment)의 지휘관을 맡아, 프랑스, 세르비아, 루마니아, 이손초 전선에 참전하였다.
전쟁 중의 활약으로 1918년 5월 29일, 푸르 르 메리트 (Pour le Mérite) 훈장을 받았으며, 그는 또 1918년 2월 25일에 기사 작위를 받아 리터 폰 에프 (Ritter von Epp) 가 되었고, 1916년 6월 23일에는 바이에른 무공훈장 (Militär-Verdienstorden)을 받았다.
전후에는 우익 준군사 조직 자유군단 에프 (Freikorps Epp)를 조직하였는데, 주로 참전 용사들로 구성되었고, 미래의 돌격대 지도자 에른스트 룀도 이 조직의 구성원이었다. 자유군단은 뮌헨에서 바이에른 소비에트 공화국을 무력으로 무너뜨렸고, 이 과정에서 대량 학살을 일으켰다. 그는 바이마르 국방군 (Reichswehr) 에 들어가 1922년, 소장 (Generalmajor)으로 승진하였지만, 1923년에 제대하여 우익 정치 활동에 집중하였다.
1928년, 바이에른 인민당 (Bayerische Volkspartei) 을 떠나, 국가사회주의 독일 노동자당 (NSDAP) 에 입당하여 나치당의 국회의원이 되었다. 의원의 지위는 1945년까지 유지하였으며, 뿐만 아니라 1928년부터 1945년까지 나치당의 군사 정책국 국장을 역임하고, 나중에는 독일의 잃어버린 식민지를 되찾기 위해 편성된 독일 식민 협회 (Reichskolonialbund)의 회장이 되기도 하였다.
1933년, 프란츠 폰 에프는 정권을 장악한 아돌프 히틀러와 빌헬름 프리크의 명령을 받고 하인리히 헬트 (Heinrich Held) 가 총리를 맡고 있는 바이에른 주 정부를 해체하였다. 이후 그는 바이에른 제국판무관 (Reichskommissar, 후에 제국지사 (Reichsstatthalter)) 에 임명되어 바이에른을 통치하였다. 하지만 새로이 바이에른 주의 총리가 된 루트비히 지베르트 (Ludwig Siebert) 와 자주 의견이 맞지 않아 충돌하여 히틀러의 눈 밖에 났지만, 1945년까지 직위를 유지하였다.
1945년, 반란 조직 프라이하이차크티온 바이에른 (Freiheitsaktion Bayern) 에 관여했다하여 바이에른 주 총리 파울 기슬러 (Paul Giesler)의 명령으로 체포되었다. 전후에는 미군에 잡혀 1946년, 포로 수용소에서 사망하였다.